# Caenolister rectisternus
Caenolister rectisternus är en skalbaggsart som beskrevs av Heinrich Bickhardt 1921. Caenolister rectisternus ingår i släktet Caenolister och familjen stumpbaggar. Inga underarter finns listade i Catalogue of Life.